# Associazione Calcio Lumezzane 2013-2014
Questa voce raccoglie le informazioni riguardanti l'Associazione Calcio Lumezzane nelle competizioni ufficiali della stagione 2013-2014.

## Stagione
Nella stagione 2013-2014 il Lumezzane disputa il sesto campionato consecutivo in Lega Pro Prima Divisione, il ventunesimo disputato dal club rossoblù nel calcio professionistico italiano. Con alla guida il tecnico Michele Marcolini, la squadra valgobbina supera il primo turno della Coppa Italia battendo (3-0) la Massese, poi nel secondo turno viene eliminata dalla competizione dal Bari (4-3) ai tiri di rigore, dopo che la gara era terminata (1-1). Nella Coppa Italia di Lega Pro Lumezzane fuori nel primo turno ad eliminazione, sconfitto dalla Pro Vercelli (3-0). In campionato invece il Lumezzane conclude al quattordicesimo posto del girone A con 29 punti, non essendo previste retrocessioni per la ristrutturazione dei campionati, viene ammesso alla nuova terza serie Lega Pro. Miglior realizzatore stagionale del Lumezzane è stato il siciliano Ernesto Torregrossa con 15 reti, delle quali 2 in Coppa Italia e 13 un campionato. Da questa stagione, precisamente dal 27 ottobre 2013, prima della partita Lumezzane-Carrarese, il Nuovo Stadio Comunale viene intitolato a Tullio Saleri, ex giocatore e allenatore rossoblù, scomparso nel 1994.

## Divise e sponsor
Lo sponsor tecnico per la stagione 2013-2014 è Acerbis, mentre lo sponsor ufficiale è BTB Transfer.
| Casa | Trasferta |

## Organigramma societario
Area direttiva
- Presidente: Renzo Cavagna
- Vice presidenti: Franco Pintossi, Mauro Rizzinelli
- Direttore generale: Luca Nember

Area organizzativa
- Segretario generale: Pasquale Paladino

Area tecnica
- Direttore sportivo: Christian Botturi
- Allenatore: Michele Marcolini
- Allenatore in seconda: Davide Mandelli
- Preparatore atletico: Alessandro Spaggiari
- Preparatore dei portieri: Nadir Brocchi

Area sanitaria
- Responsabile: Marco Rosi
- Medico sociale: Carlo Mosca

## Rosa
| N. |                   | Ruolo | Calciatore            |
| -- | ----------------- | ----- | --------------------- |
|    | Italia (bandiera) | P     | Marco Bason           |
|    | Italia (bandiera) | P     | Raffaele Dalle Vedove |
|    | Italia (bandiera) | D     | Carlo Cremaschi       |
|    | Italia (bandiera) | D     | Giacomo Biondi        |
|    | Italia (bandiera) | D     | Davide Mandelli       |
|    | Italia (bandiera) | D     | Mattia Monticone      |
|    | Italia (bandiera) | D     | Mauro Belotti         |
|    | Mali (bandiera)   | D     | Oumaro Coulibaly      |
|    | Italia (bandiera) | D     | Riccardo Carlini      |
|    | Italia (bandiera) | D     | Amedeo Benedetti      |
|    | Italia (bandiera) | C     | Alessandro Bernardi   |
|    | Italia (bandiera) | C     | Vincenzo Italiano     |
|    | Italia (bandiera) | C     | Emanuele Gatto        |

| N. |                      | Ruolo | Calciatore            |
| -- | -------------------- | ----- | --------------------- |
|    | Italia (bandiera)    | C     | Federico Franchini    |
|    | Italia (bandiera)    | C     | Nicolò Quaggiotto     |
|    | Italia (bandiera)    | C     | Mattia Maita          |
|    | Italia (bandiera)    | C     | Federico Sevieri      |
|    | Brasile (bandiera)   | C     | Gabriel Ribeiro Salim |
|    | Italia (bandiera)    | C     | Giuseppe Russo        |
|    | Brasile (bandiera)   | A     | Marcos De Paula       |
|    | Argentina (bandiera) | A     | Alexis Ferrante       |
|    | Italia (bandiera)    | A     | Francesco Galuppini   |
|    | Italia (bandiera)    | A     | Simone Ganz           |
|    | Italia (bandiera)    | A     | Filippo Tarlato       |
|    | Italia (bandiera)    | A     | Ernesto Torregrossa   |
|    | Ghana (bandiera)     | A     | Caleb Ekuban          |

## Risultati

### Campionato

#### Girone di andata
| Arbitro: | Baroni (Firenze) |

|                 |           |                        |
| A. Benedetti 9’ | Marcatori | 40’ (rig.), 67’ Marchi |

| Arbitro: | Ros (Pordenone) |

|                                                           |           |                                   |
| Di Bari 14’ Maracchi 47’ Giorico 49’ Cori 65’ Calamai 86’ | Marcatori | 3’, 86’ Torregrossa 45+1’ Belotti |

| Arbitro: | Ripa (Nocera Inferiore) |

|  |           |                                          |
|  | Marcatori | 8’ Belotti 22’ Galuppini 43’ Torregrossa |

| Arbitro: | Melidoni (Frattamaggiore) |

|                        |           |           |
| Torregrossa 41’ (rig.) | Marcatori | 60’ Moreo |

| Arbitro: | Giovani (Grosseto) |

|                 |           |               |
| Cappelletti 80’ | Marcatori | 70’ Galuppini |

| Arbitro: | Colarossi (Roma) |

|                 |           |  |
| Torregrossa 65’ | Marcatori |  |

| Arbitro: | Bellotti (Verona) |

|                                   |           |              |
| Brighenti 43’ Ant. Caracciolo 55’ | Marcatori | 38’ G. Russo |

| Arbitro: | Piscopo (Imperia) |

|                                    |           |  |
| Torregrossa 35’, 60’ Galuppini 66’ | Marcatori |  |

| Arbitro: | Di Martino (Teramo) |

|                        |           |                                    |
| Sorbo 12’ De Cenco 23’ | Marcatori | 59’ Tarlato 83’ (rig.) Torregrossa |

| Arbitro: | Rocca (Vibo Valentia) |

|  |           |                |
|  | Marcatori | 69’ Tiribocchi |

| Arbitro: | Albertini (Ascoli Piceno) |

|                        |           |                                 |
| Torregrossa 27’ (rig.) | Marcatori | 3’ (rig.) M. Serafini 42’ Calzi |

| Arbitro: | Aversano (Treviso) |

|                        |           |                                   |
| Alessi 50’ Ruopolo 77’ | Marcatori | 45’ (aut.) Cossentino 62’ Belotti |

| Arbitro: | Brasi (Seregno) |

|  |           |             |
|  | Marcatori | 29’ Defendi |

| Arbitro: | Tardino (Milano) |

|                                |           |  |
| Pesenti 75’ (rig.) Corradi 86’ | Marcatori |  |

| Arbitro: | Pelagatti (Arezzo) |

|                           |           |              |
| Gatto 45’ Torregrossa 66’ | Marcatori | 79’ Cesarini |

#### Girone di ritorno
| Arbitro: | Capilungo (Lecce) |

|             |           |  |
| Fabiano 45’ | Marcatori |  |

| Arbitro: | Ripa (Nocera Inferiore) |

|                 |           |                           |
| Torregrossa 88’ | Marcatori | 73’ Bocalon 90+2’ Lancini |

| Arbitro: | Baroni (Firenze) |

|               |           |  |
| Galuppini 76’ | Marcatori |  |

| Arbitro: | Brasi (Seregno) |

|                                                        |           |                                                            |
| Troiano 5’ (rig.) M. Marchi 9’ Moreo 83’ Ricchiuti 90’ | Marcatori | 12’, 70’ Ekuban 55’ G. Russo 57’ Torregrossa 87’ Monticone |

| Lumezzane 2 febbraio 2014 20ª giornata | Lumezzane            | 0 – 0 | Südtirol | Stadio Tullio Saleri\| Arbitro: \| Dei Giudici (Latina) \| |
| Arbitro:                               | Dei Giudici (Latina) |       |          |                                                            |

| Arbitro: | Boggi (Salerno) |

|  |           |                 |
|  | Marcatori | 19’ A. Bernardi |

| Arbitro: | Piccinini (Forlì) |

|  |           |                    |
|  | Marcatori | 29’ L. Della Rocca |

| Carrara 2 marzo 2014 23ª giornata | Carrarese       | 0 – 0 | Lumezzane | Stadio dei Marmi\| Arbitro: \| Morreale (Roma) \| |
| Arbitro:                          | Morreale (Roma) |       |           |                                                   |

| Arbitro: | Mancini (Fermo) |

|  |           |                                |
|  | Marcatori | 56’ (rig.) Carraro 81’ De Vita |

| Arbitro: | Formato (Benevento) |

|                           |           |                 |
| G. Tulli 37’ Maritato 46’ | Marcatori | 64’ Torregrossa |

| Busto Arsizio 23 marzo 2014, ore 14:30 CET 26ª giornata | Pro Patria                    | 0 – 0 | Lumezzane | Stadio Carlo Speroni\| Arbitro: \| Di Ruberto (Nocera Inferiore) \| |
| Arbitro:                                                | Di Ruberto (Nocera Inferiore) |       |           |                                                                     |

| Arbitro: | Giua (Pisa) |

|  |           |                    |
|  | Marcatori | 45+2’ De Silvestro |

| Arbitro: | Vesprini (Macerata) |

|                                            |           |  |
| Le Noci 28’ (rig.), 48’ (rig.) Defendi 46’ | Marcatori |  |

| Lumezzane 27 aprile 2014, ore 15:00 CEST 29ª giornata | Lumezzane          | 0 – 0 referto | AlbinoLeffe | Stadio Tullio Saleri\| Arbitro: \| Pelagatti (Arezzo) \| |
| Arbitro:                                              | Pelagatti (Arezzo) |               |             |                                                          |

| Arbitro: | Pillitteri (Palermo) |

|                                                      |           |              |
| Fr. Virdis 16’ (rig.), 21’ Cesarini 39’ Demartis 64’ | Marcatori | 41’ De Paula |

### Coppa Italia
| Arbitro: | Morreale (Roma) |

|                                           |           |  |
| Torregrossa 26’ Galuppini 45’ Tarlato 75’ | Marcatori |  |

| Arbitro: | Roca (Foggia) |

|                                                        |                      |                                                 |
| Albadoro 92’                                           | Marcatori            | 112’ Torregrossa                                |
| M. Defendi Albadoro De Falco Marotta Claiton Sciaudone | Tiri di rigore 4 – 3 | Torregrossa Maita Tarlato Franchini Ganz Baraye |

### Coppa Italia Lega Pro
| Arbitro: | Verdenelli (Foligno) |

|                                |           |  |
| Pepe 2’ G. Gomez 56’ Erpen 69’ | Marcatori |  |